# Dobrohošť u Dačic
Dobrohošť (deutsch Dobrohost) ist eine Gemeinde in Tschechien. Sie befindet sich vier Kilometer östlich von Dačice in der Böhmisch-Mährischen Höhe und gehört zum Okres Jindřichův Hradec.

## Geographie

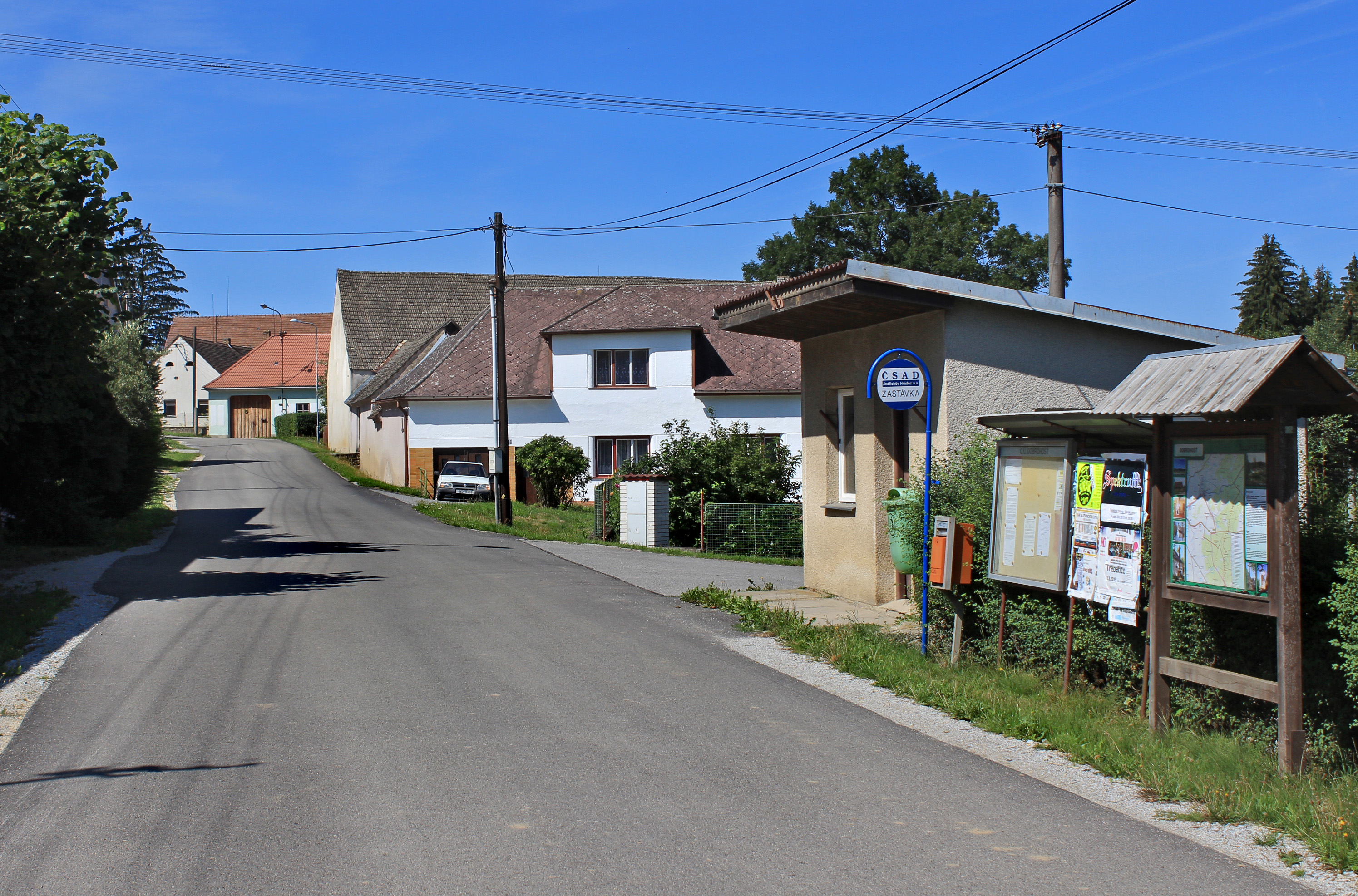
Dobrohošť, Hauptstraße

Das aus 15 Häusern bestehende mährische Dorf Dobrohošť liegt linksseitig der Vápovka im Seitental eines kleinen Zuflusses. In östlicher Richtung erstreckt sich ein Hügelzug, von dem die 665 m hohe Bába im Nordosten die höchste Erhebung ist.
Nachbarorte sind Hříšice im Norden, Jersice im Nordosten, Budíškovice im Osten, Manešovice im Südosten, Chlumec im Südwesten, Borek und Karlov im Westen sowie Bílkov im Nordwesten.

## Geschichte
Erstmals urkundlich erwähnt wurde das bis dahin zur Burg Krumwald gehörige Dorf im Jahre 1399, als es Hermann von Neuhaus nach der Zerstörung der Burg zusammen mit den Gütern in Bílkov an Jan von Krawarn verkaufte. 1404 gehörte der Ort wieder den Herren von Neuhaus und war Teil der Burgherrschaft Bílkov. 1444 wurde auch diese Burg vernichtet. Im Laufe seiner Geschichte gehörte der kleine Ort die meiste Zeit zu Bílkov und war nach Dačice gepfarrt.
Von 1459 an besaßen die Kraiger von Kraigk den Ort bis ins 16. Jahrhundert. 1610 wurde Dobrohošť  der Herrschaft zugeschlagen, bei der er bis zur Aufhebung der Patrimonialherrschaften im Jahre 1849 verblieb. 1850 hatte Dobrohošť 67 Einwohner, die der tschechischen Volksgruppe angehörten.
Am 31. Juli 2005 wurde das neue Gemeindeamt eingeweiht.

## Gemeindegliederung
Für die Gemeinde Dobrohošť sind keine Ortsteile ausgewiesen.

## Sehenswürdigkeiten
- Kapelle der Hl. Anna, am Dorfplatz, errichtet 1767
- Reste der Burg Krumvald auf der Zelená hora (Kronwald) östlich des Dorfes, archäologische Fundstätte